# Sloveens voetbalelftal in 2010
Het Sloveens voetbalelftal speelde in totaal elf interlands in het jaar 2010, waaronder drie duels bij het WK voetbal 2010 en vier wedstrijden in de kwalificatiereeks voor de EK-eindronde 2012 in Polen en Oekraïne. De ploeg stond voor het vierde opeenvolgende jaar onder leiding van bondscoach Matjaž Kek. Op de FIFA-wereldranglijst steeg Slovenië in 2010 van de 31ste (januari 2010) naar de 17de plaats (december 2010). In oktober werd de hoogste klassering ooit bereikt: de vijftiende plaats. Zeven spelers kwamen in 2010 in alle elf duels in actie: Samir Handanovič, Boštjan Cesar, Bojan Jokić, Mišo Brečko, Valter Birsa, Robert Koren en Milivoje Novakovič.

## Balans
| Wedstrijden | Wedstrijden | Wedstrijden | Wedstrijden | Doelpunten | Doelpunten | Doelpunten | Punten |
| Gespeeld    | Winst       | Gelijk      | Verlies     | Voor       | Tegen      | Saldo      | Punten |
| ----------- | ----------- | ----------- | ----------- | ---------- | ---------- | ---------- | ------ |
| 11          | 6           | 2           | 3           | 20         | 10         | +10        | 1.273  |

## Interlands
|                                                              |                                                                          |       |                 |                                                                                          |
| 3 maart Vriendschappelijk № 158 «onderlinge duels» 19:45 uur | Slovenië                                                                 | 4 – 1 | Qatar           | Ljudski vrt Stadion, Maribor Toeschouwers: onbekend Scheidsrechter: Pol van Boekel (NED) |
| 3 maart Vriendschappelijk № 158 «onderlinge duels» 19:45 uur | Milivoje Novakovič 14' Boštjan Cesar 30' Andraž Kirm 34' Bojan Jokić 67' |       | 41' Fábio César | Ljudski vrt Stadion, Maribor Toeschouwers: onbekend Scheidsrechter: Pol van Boekel (NED) |

|                                                             |                                                              |       |                 |                                                                                           |
| 4 juni Vriendschappelijk № 159 «onderlinge duels» 19:45 uur | Slovenië                                                     | 3 – 1 | Nieuw-Zeeland   | Ljudski vrt Stadion, Maribor Toeschouwers: 10.965 Scheidsrechter: Anastasios Kakkos (GRE) |
| 4 juni Vriendschappelijk № 159 «onderlinge duels» 19:45 uur | Milivoje Novakovič 7' Milivoje Novakovič 30' Andraž Kirm 44' |       | 20' Rory Fallon | Ljudski vrt Stadion, Maribor Toeschouwers: 10.965 Scheidsrechter: Anastasios Kakkos (GRE) |

| WK voetbal 2010 |
| --------------- |

|                                                                 |          |           |                  |                                                                                          |
| 13 juni WK-eindronde Groep C № 160 «onderlinge duels» 13:30 uur | Algerije | 0 – 1     | Slovenië         | Peter Mokaba Stadion, Polokwane Toeschouwers: 30.325 Scheidsrechter: Carlos Batres (GUA) |
| 13 juni WK-eindronde Groep C № 160 «onderlinge duels» 13:30 uur |          | (details) | 79' Robert Koren | Peter Mokaba Stadion, Polokwane Toeschouwers: 30.325 Scheidsrechter: Carlos Batres (GUA) |

|                                                                 |                                         |           |                                        |                                                                                    |
| 18 juni WK-eindronde Groep C № 161 «onderlinge duels» 16:00 uur | Slovenië                                | 2 – 2     | Verenigde Staten                       | Ellispark, Johannesburg Toeschouwers: 45.573 Scheidsrechter: Koman Coulibaly (MLI) |
| 18 juni WK-eindronde Groep C № 161 «onderlinge duels» 16:00 uur | Valter Birsa 13' Zlatan Ljubijankič 42' | (details) | 48' Landon Donovan 82' Michael Bradley | Ellispark, Johannesburg Toeschouwers: 45.573 Scheidsrechter: Koman Coulibaly (MLI) |

|                                                                 |          |           |                    | |
| 23 juni WK-eindronde Groep C № 162 «onderlinge duels» 16:00 uur | Slovenië | 0 – 1     | Engeland           | Nelson Mandelabaai Stadion, Port Elizabeth Toeschouwers: 36.893 Scheidsrechter: Wolfgang Stark (GER) |
| 23 juni WK-eindronde Groep C № 162 «onderlinge duels» 16:00 uur |          | (details) | 23' Jermaine Defoe | Nelson Mandelabaai Stadion, Port Elizabeth Toeschouwers: 36.893 Scheidsrechter: Wolfgang Stark (GER) |

|  |  |  |  |  |  |  |  |  |

|                                                                  |                                         |       |           |                                                                                              |
| 11 augustus Vriendschappelijk № 163 «onderlinge duels» 19:45 uur | Slovenië                                | 2 – 0 | Australië | Športni park Stožice, Ljubljana Toeschouwers: 16.135 Scheidsrechter: Paolo Tagliavento (ITA) |
| 11 augustus Vriendschappelijk № 163 «onderlinge duels» 19:45 uur | Zlatko Dedič 78' Zlatan Ljubijankič 90' |       |           | Športni park Stožice, Ljubljana Toeschouwers: 16.135 Scheidsrechter: Paolo Tagliavento (ITA) |

|                                                                |          |                 |               |                                                                                     |
| 3 september EK-kwalificatie № 164 «onderlinge duels» 19:45 uur | Slovenië | 0 – 1           | Noord-Ierland | Ljudski vrt Stadion, Maribor Toeschouwers: 12.000 Scheidsrechter: Pavel Balaj (ROM) |
| 3 september EK-kwalificatie № 164 «onderlinge duels» 19:45 uur |          | 70' Corry Evans |               | Ljudski vrt Stadion, Maribor Toeschouwers: 12.000 Scheidsrechter: Pavel Balaj (ROM) |

|                                                                |                  |       |                        |                                                                                         |
| 7 september EK-kwalificatie № 165 «onderlinge duels» 19:30 uur | Servië           | 1 – 1 | Slovenië               | Crvena Zvezda, Belgrado Toeschouwers: 20.000 Scheidsrechter: Olegário Benquerença (POR) |
| 7 september EK-kwalificatie № 165 «onderlinge duels» 19:30 uur | Nikola Žigić 86' |       | 63' Milivoje Novakovič | Crvena Zvezda, Belgrado Toeschouwers: 20.000 Scheidsrechter: Olegário Benquerença (POR) |

|                                                              |                                                                                             |       |                         |                                                                                              |
| 8 oktober EK-kwalificatie № 166 «onderlinge duels» 19:45 uur | Slovenië                                                                                    | 5 – 1 | Faeröer                 | Športni park Stožice, Ljubljana Toeschouwers: 15.750 Scheidsrechter: Stanislav Todorov (BUL) |
| 8 oktober EK-kwalificatie № 166 «onderlinge duels» 19:45 uur | Tim Matavž 25' Tim Matavž 36' Tim Matavž 65' Milivoje Novakovič 72' (pen.) Zlatko Dedič 84' |       | 90' Christian Mouritsen | Športni park Stožice, Ljubljana Toeschouwers: 15.750 Scheidsrechter: Stanislav Todorov (BUL) |

|                                                               |         |                              |          |                                                                                   |
| 12 oktober EK-kwalificatie № 167 «onderlinge duels» 19:30 uur | Estland | 0 – 1                        | Slovenië | A. Le Coq Arena, Tallinn Toeschouwers: 5.722 Scheidsrechter: Tommy Skjerven (NOR) |
| 12 oktober EK-kwalificatie № 167 «onderlinge duels» 19:30 uur |         | 65' (e.d.) Andrei Sidorenkov |          | A. Le Coq Arena, Tallinn Toeschouwers: 5.722 Scheidsrechter: Tommy Skjerven (NOR) |

|                                                                  |                   |       |                                           |                                                                              |
| 17 november Vriendschappelijk № 168 «onderlinge duels» 20:45 uur | Slovenië          | 1 – 2 | Georgië                                   | Bonifikastadion, Koper Toeschouwers: 4.000 Scheidsrechter: Mark Whitby (WAL) |
| 17 november Vriendschappelijk № 168 «onderlinge duels» 20:45 uur | Boštjan Cesar 51' |       | 67' Aleksander Goeroeli 68' Jano Ananidze | Bonifikastadion, Koper Toeschouwers: 4.000 Scheidsrechter: Mark Whitby (WAL) |

## FIFA-wereldranglijst
| JAN | FEB | MAR | APR | MEI | JUN | JUL | AUG | SEP | OKT | NOV | DEC |
| --- | --- | --- | --- | --- | --- | --- | --- | --- | --- | --- | --- |
| 31  | 33  | 29  | 23  | 25  | 25  | 19  | 19  | 19  | 15  | 15  | 17  |

## Statistieken
| Samir Handanovič         | 1984-07-14 | Udinese              | 11 | 0 | 0 | 48 | 0  |
| Jasmin Handanovič        | 1978-01-28 | Empoli FC            | 0  | 1 | 0 | 4  | 0  |
| Aleksander Šeliga        | 1980-02-01 | Sparta Rotterdam     | 0  | 1 | 0 | 1  | 0  |
| Verdediging              |            |                      |    |   |   |    |    |
| Boštjan Cesar            | 1982-07-09 | Chievo Verona        | 11 | 0 | 2 | 51 | 4  |
| Bojan Jokić              | 1986-05-17 | Chievo Verona        | 11 | 0 | 1 | 43 | 1  |
| Mišo Brečko              | 1984-05-01 | 1. FC Köln           | 11 | 0 | 0 | 40 | 0  |
| Marko Šuler              | 1983-03-09 | KAA Gent             | 8  | 0 | 0 | 23 | 2  |
| Matej Mavrič             | 1979-01-29 | Kapfenberger SV      | 3  | 0 | 0 | 35 | 1  |
| Branko Ilić              | 1983-02-06 | Lokomotiv Moskou     | 0  | 4 | 0 | 39 | 0  |
| Dejan Kelhar             | 1984-04-05 | Legia Warschau       | 0  | 1 | 0 | 1  | 0  |
| Middenveld               |            |                      |    |   |   |    |    |
| Valter Birsa             | 1986-08-07 | AJ Auxerre           | 11 | 0 | 1 | 43 | 3  |
| Robert Koren             | 1980-09-20 | Hull City            | 11 | 0 | 1 | 55 | 5  |
| Aleksandar Radosavljevič | 1979-04-25 | ADO Den Haag         | 10 | 1 | 0 | 22 | 1  |
| Andraž Kirm              | 1984-09-06 | Wisła Kraków         | 9  | 2 | 2 | 35 | 3  |
| Josip Iličič             | 1988-01-29 | US Palermo           | 2  | 4 | 0 | 6  | 0  |
| Armin Bačinovič          | 1989-10-24 | US Palermo           | 1  | 1 | 0 | 3  | 0  |
| Andrej Komac             | 1979-12-04 | Ruch Chorzów         | 0  | 3 | 0 | 42 | 0  |
| René Krhin               | 1990-05-21 | Bologna FC           | 0  | 2 | 0 | 4  | 0  |
| Mirnes Šišić             | 1981-08-08 | Iraklis Thessaloniki | 0  | 1 | 0 | 12 | 2  |
| Dalibor Stevanovič       | 1984-09-27 | Vitesse Arnhem       | 0  | 1 | 0 | 17 | 1  |
| Dare Vršič               | 1984-09-26 | Olimpija Ljubljana   | 0  | 1 | 0 | 6  | 2  |
| Aanval                   |            |                      |    |   |   |    |    |
| Milivoje Novakovič       | 1979-05-18 | 1. FC Köln           | 11 | 0 | 5 | 47 | 18 |
| Zlatko Dedič             | 1984-10-05 | VfL Bochum           | 4  | 7 | 2 | 32 | 5  |
| Zlatan Ljubijankič       | 1983-12-15 | KAA Gent             | 4  | 6 | 2 | 25 | 6  |
| Tim Matavž               | 1989-01-13 | FC Groningen         | 3  | 4 | 3 | 7  | 3  |
| Nejc Pečnik              | 1986-01-03 | CD Nacional          | 0  | 3 | 0 | 10 | 2  |

NZS · A-internationals · Bondscoaches · Selecties · Statistieken · Sloveens vrouwenelftal · Olympisch elftal · Slovenië U21 · Slovenië U20 · Slovenië U19 · Slovenië U18 · Slovenië U17 · Slovenië U16
1991 – 1999 ·
2000 – 2009 ·
2010 – 2019 ·
2020 − 2029
EK's: 1996 · 
2000 · 
2004 · 
2008 · 
2012 · 
2016 · 
2020 · 
2024
WK's: 1998 · 
2002 · 
2006 · 
2010 · 
2014 · 
2018 ·
2022
1991 · 
1992 · 
1993 · 
1994 · 
1995 · 
1996 · 
1997 · 
1998 · 
1999 · 
2000 · 
2001 · 
2002 · 
2003 · 
2004 · 
2005 · 
2006 · 
2007 · 
2008 · 
2009 · 
2010 · 
2011 · 
2012 · 
2013 · 
2014 · 
2015 · 
2016 · 
2017 · 
2018 ·
2019 ·
2020 ·
2021 ·
2022 ·
2023 ·
2024
Albanië ·
Algerije ·
Argentinië ·
Armenië ·
Australië ·
Azerbeidzjan ·
België ·
Bosnië en Herzegovina ·
Bulgarije ·
Canada ·
China ·
Colombia ·
Cyprus ·
Denemarken ·
Duitsland ·
Engeland ·
Estland ·
Faeröer ·
 Finland ·
Frankrijk ·
Georgië ·
Ghana ·
Gibraltar ·
Griekenland ·
Honduras ·
Hongarije ·
IJsland ·
Israël ·
Italië ·
Ivoorkust ·
Joegoslavië ·
Kazachstan ·
Kosovo ·
Kroatië ·
Letland ·
Litouwen ·
Luxemburg ·
Malta ·
Mexico ·
Moldavië ·
Montenegro ·
Nederland ·
Nieuw-Zeeland ·
Noord-Ierland ·
Noord-Macedonië ·
Noorwegen ·
Oekraïne ·
Oman ·
Oostenrijk ·
Paraguay ·
Polen ·
Portugal ·
Qatar ·
Roemenië ·
Rusland ·
San Marino ·
Saoedi-Arabië ·
Schotland ·
Servië ·
Servië en Montenegro ·
Slowakije ·
Spanje ·
Trinidad en Tobago ·
Tsjechië ·
Tunesië ·
Turkije · 
Uruguay ·
Verenigde Arabische Emiraten ·
Verenigde Staten ·
Wales ·
Wit-Rusland ·
Zuid-Afrika ·
Zweden ·
Zwitserland
Algerije (2010) · 
Engeland (2010) · 
Paraguay (2002) · 
Spanje (2002) · 
Verenigde Staten (2010) · 
Zuid-Afrika (2002)